# کوچکه را رنگ کن
کوچکه را رنگ کن (انگلیسی: Colour the Small One) سومین آلبوم استودیویی خواننده استرالیایی سیا است که در سال ۲۰۰۴ منشر شد.